# Kenmetiu (Kenmeti)
Kenmetiu sind als altägyptische  Stadtgottheiten (Netjeru nu niut) der Kenmet-Orte nur in einigen Papyri des Neuen Reiches und der Spätzeit belegt. 

## Hintergrund
Parallel zu den örtlichen Stadtgottheiten Kenmetiu existierten in der ägyptischen Mythologie die gleichnamigen Kenmetiu-Paviangottheiten, die sich aber in ihren Funktionen von den Stadtgottheiten unterscheiden.

### Gleichsetzungen
Die Gottheit Kenmeti führte ergänzend das Epitheton der Kenmetiu-Tempelgottheiten vom 17. oberägyptischen Anubis-Gau. 
Archäologische Untersuchungen konnten bislang als mögliche Regionen die Oase Dachla und das Sonnenheiligtum Heliopolis als Orte des Kenmet identifizieren.

### Mythologische Aspekte
In den wenigen speziellen Beschreibungen der Kenmetiu treten diese als Opferempfänger auf, die mit Brot versorgt werden. Ergänzend werden die Kenmetiu in verschiedenen Opferritualen vom rezitierenden Vorlesepriester erwähnt.
Ob mythologische Verbindungen zum Kenmet-Vogel bestehen, muss wegen fehlender schriftlicher Nachweise offenbleiben.